# Майкл Стоунбрейкер
Майкл Стоунбрейкер (англ. Michael Stonebraker; нар. 11 жовтня 1943 року) — американський вчений в галузі інформатики, дослідник проблематики побудови систем управління базами даних, професор Каліфорнійського університету в Берклі (1971—2000), з 2001 року — професор Массачусетського технологічного інституту. Відомий як архітектор і розробник таких систем управління базами даних, як Ingres, Informix, VoltDB. Відзначається як піонер досліджень і технологій в галузі баз даних. Нагороджений премією Тьюрінга (2014).

## Походження та навчання
Майкл Стоунбрейкер народився в 1943 році у місті Ньюберіпорт, штат Массачусетс, США. 
У 1965 році він отримав ступінь бакалавра в Прінстонському університеті та продовжив навчання в Університеті штату Мичиган, де в 1967 році йому було присвоєно ступінь магістра. У 1971 році захистив в Мичиганському університеті дисертацію на здобуття ступеня доктора філософії.

## Трудова діяльність
У 1971 році Майкл Стоунбрейкер отримав посаду асистент-професора в Каліфорнійському університеті в Берклі. З 1973 року спільно з колегою по університету Юджином Воном (англ. Eugene Wong) зайнявся дослідженням можливості побудови реляційних баз даних на основі ідей Едгара Кодда. В рамках цих досліджень була спроєктована і реалізована система управління базами даних Ingres, яка відзначається як перша система, у якій були запропоновані такі можливості, що стали фактичними стандартами, як декларативна посилальна цілісність, тригери, представлення (як збережені підстановки текстів запитів), індекси на основі Б-дерев. 

## Наукові пошуки
Наприкінці 1970-х років Ingres вдалося комерціалізувати, вона поширювалася за невелику ціну в основному в академічному середовищі (на момент 1980 року було продано близько 1 тисяч копій). Майкл Стоунбрейкер став співзасновником компанії Relational Technology, яка володіла правами на Ingres. Пізніше компанія була перейменована на Ingres Corporation і в підсумку поглинена компанією Computer Associates.
У 1986 році, після продажу бізнесу Ingres Corporation, Майкл Стоунбрейкер ініціював новий проєкт системи управління базами даних, що підтримує поряд з реляційною моделлю даних принципи об'єктно-орієнтованого програмування — Postgres (від лат. post і Ingres). Даний проєкт відзначається як перша практично реалізована об'єктно-орієнтована СУБД], система поширювалася за ліцензією BSD. Згодом код Postgres послужив основою для відомої вільно поширюваної СУБД PostgreSQL. В середині 1990-х років проєкт Postgres також був комерціалізований, була створена компанія Illustra, яка у 1996 році була продана корпорації Informix. М.Стоунбрейкер зайняв у Informix посаду технічного директора, на якій пропрацював аж до поглинання компанії корпорацією IBM в 2000 році.
У 2000—2001 роки в Каліфорнійському університеті в Берклі Майкл Стоунбрейкер керував дослідницьким проєктом глобальної розподіленої бази даних на основі федеративної моделі обчислень — Mariposa. Інтелектуальні права на проєкт були придбані в 2001 році корпорацією PeopleSoft.
У 2001 році він обійняв посаду професора інформатики у Массачусетському технологічному інституті та ініціював велику серію дослідницьких і практичних проєктів в галузі проєктування систем управління базами даних. Серед цих проєктів:
- Aurora — СУБД, орієнтована на потокове завантаження даних із зовнішніх джерел зі специфічною мовою маніпулювання даними, у 2003 році проєкт комерціалізований і заснована компанія StreamBase, в якій М. Стоунбрейкер став її співзасновником.
- C-Store — розподілена на основі архітектури без поділу ресурсів[en] (англ. shared nothing architecture) колонково-орієнтована СУБД[en]. У 2005 році М. Стоунбрейкер став співзасновником компанії Vertica із СУБД C-Store як основним активом, компанія була поглинена компанією Hewlett-Packard у 2011 році[7], а СУБД Vertica стала одним з продуктів HP.
- Morpheus — проблемно-орієнтована інтеграційна СУБД, оптимізована для трансформації і завантаження даних між різнорідними джерелами. Проєкт був започаткований у 2006 році спільно з групою дослідників із Флоридського університету, а в 2009 році Майкл Стоунбрейкер став співзасновником компанії Goby — пошукової системи, в основі функціонування якої лежить СУБД Morpheus.
- HStore — розподілена без поділюваних ресурсів СУБД, орієнтована на OLTP-обробку, як дослідницький проєкт розпочато в 2007 році, а в 2009 році Стоунбрейкер з колегами на основі досліджень випустили орієнтовану на комерційне застосування СУБД VoltDB і заснували однойменну компанію.
- SciDB — СУБД для науково-дослідних програм, проєкт ініційований Майклом Стоунбрейкером спільно із Девідом Девіттом[en], у розробці працювали дослідники з шести університетів США.

## Наукові товариства та нагороди
- З 1994 року — Майкл Стоунбрейкер є фелло (почесний член) Асоціації обчислювальної техніки.
- У 1997 році він був обраний членом Національної інженерної академії США. У 2011 році обраний іноземним членом Російської академії наук[8].
- У 1992 році Майклу Стоунбрейкеру присуджена перша щорічна Премія Кодда[en].
- У 2005 році удостоєний медалі Джона фон Неймана від IEEE (відзначений за «внесок у проєктування, впровадження та комерціалізацию реляційних і об'єктно-реляційних систем управління базами даних»)
- У 2005 році також Стоунбрейкеру була присуджена премія Flame асоціації USENIX[9].
- У березні 2015 року став лауреатом Премії Тюрінга за 2014 рік з поданням «за фундаментальний внесок в принципи і практики, що лежать в основі сучасних систем управління базами даних»[10].